# Joachim Rücker
Joachim Rücker (Schwäbisch Hall, Baden-Württemberg), 30 de maio de 1951) é um diplomata alemão. De setembro de 2006 a junho de 2008, foi Representante Especial do Secretário Geral das Nações Unidas para o Kosovo e chefe da UNMIK no Kosovo. Em novembro de 2008 foi nomeado embaixador da Alemanha na Suécia. Em janeiro de 2015 foi nomeado presidente do Conselho de Direitos Humanos das Nações Unidas, sendo o primeiro alemão a ocupar esse cargo.